# 架空索道

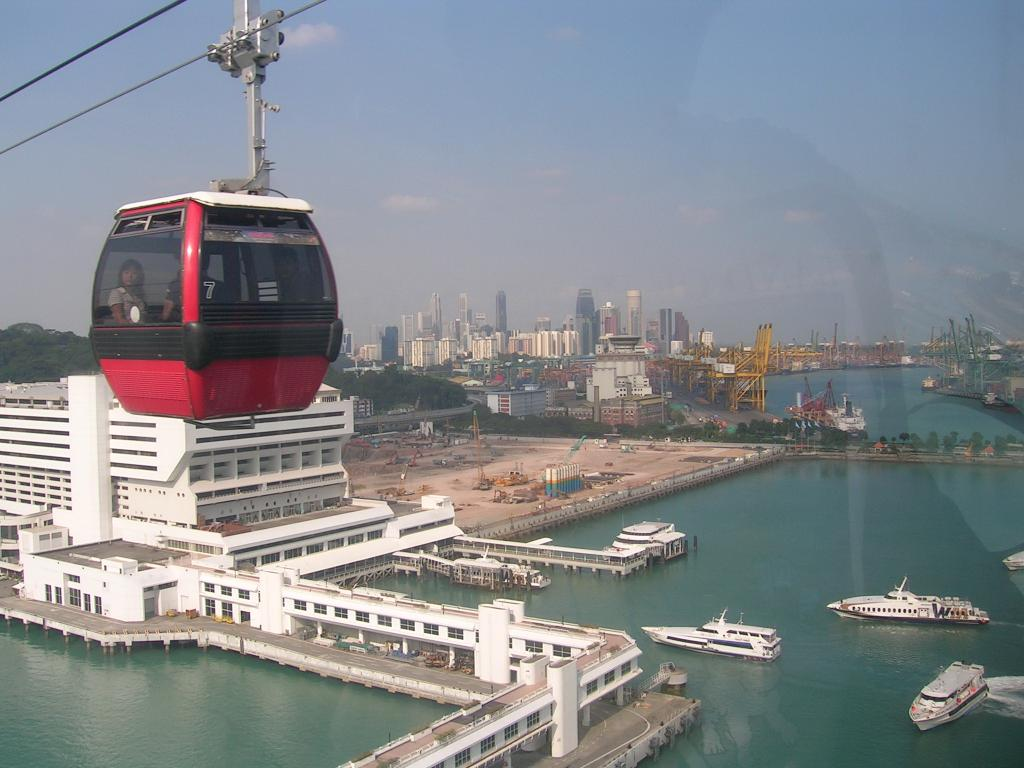
新加坡聖淘沙的吊厢式索道

架空纜車又稱索道、吊车，是缆索运输的一種，通常在崎嶇的山坡上運載乘客或貨物上下山。索道是利用懸掛在半空中的鋼索，承托及牽引客車或貨車。除了車站外，一般在中途每隔一段距離建造承托鋼索的支架。部分的索道採用吊掛在鋼索之下的吊厢，又称空中缆车；亦有索道是沒有吊廂的，乘客坐在開放在半空的吊椅。使用吊椅的索道在滑雪區最為常見。

## 索道種類

#### 循环式索道

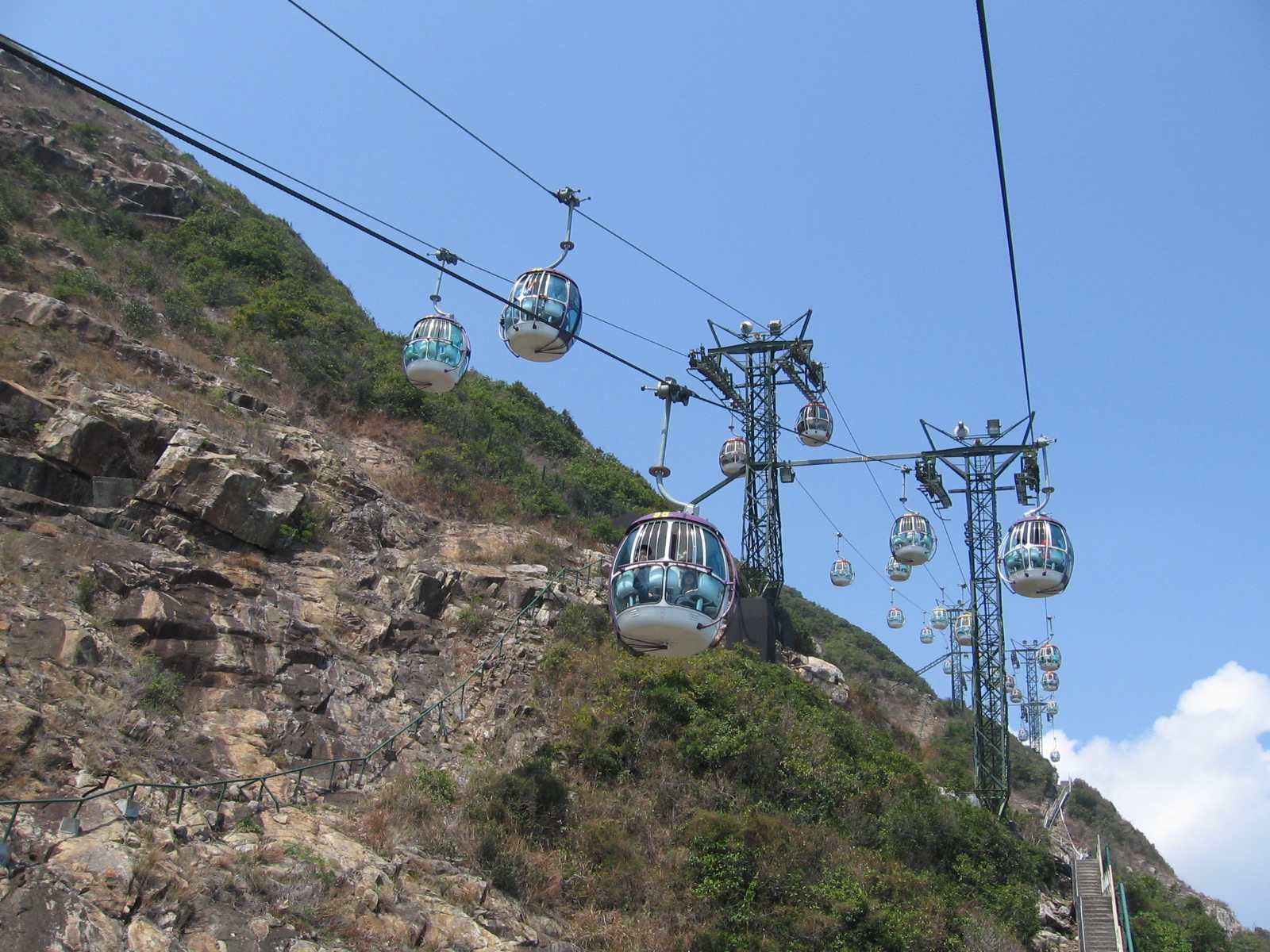
香港海洋公園的單線循環吊厢式索道

循环式索道通常只有一条牵引索，成无极环状，缆索上挂有多个吊具，其套在两端的驱动轮和迂回轮上，当吊具由一端运行到另一端后，经迂回轮回到起点循环。循环式索道还可分为固定抱索式和脱挂式：固定抱索式索道采用固定抱索器，吊具在正常运行时不会放开绳索，故同一绳索上的吊具速度一致。固定抱索式索道的设计相对简单、载荷分布均匀，但限制较大，若采用连续循环式则速度不能过快，否则乘客难以上下；若采用脉动循环式，将吊厢分为若干车组等距离悬挂在运载索上，可在吊厢车组进站时慢行，站内无车组时快行，以解决运行速度问题，但索道的运量会随线路长度增加而降低:392。脱挂式索道则采用脱挂式抱索器，吊具以弹簧控制的抱索器挂在钢丝绳上，出站时，抱索器夹紧钢丝绳，从而带动吊具高速运行，进站后，抱索器与钢丝绳脱开，吊具转移至站内轨道上，并通过减速装置降低速度，以便乘客上下。脱挂式索道结构比固定抱索式索道复杂，成本也更高，但运输能力更大，且更舒适快捷:392。
循环式索道通常为单线索道，只有一条运载索，同时承担牵引与承载的功能，但一些较新的循环式索道采用了更为复杂的索系。香港的昂坪360采用的是单承载单牵引索道，亦称2S索道，提高了索道运行的稳定性和安全性:352；2017年建成的庐山索道是中国第一条采用双承载单牵引的循环式索道，亦称3S索道，吊厢在站内同单线索道一样行走在站内轨道上，并由推车机构迂回至索道另一侧，出站时，在抱索器挂结到牵引索上后，吊厢从站内轨道过渡到承载索上，驶出索道站。此外，法国波马公司于1984年推出的双环路单线循环式索道富尼特（法語：Funitel）亦属于单线循环式索道，其法语名称“Funitel”是法语单词“funiculaire”和“telepherique”组合而成。它的原理与单线循环式索道类似，但运载索的环绕方式不同。其运载索由一根钢丝绳绕成两个回路，而吊具则通过4个抱索器挂结在运载索上。吊具在站内行走于站内轨道上，加至一定速度后与运载索挂结出站:400。

#### 往复式索道

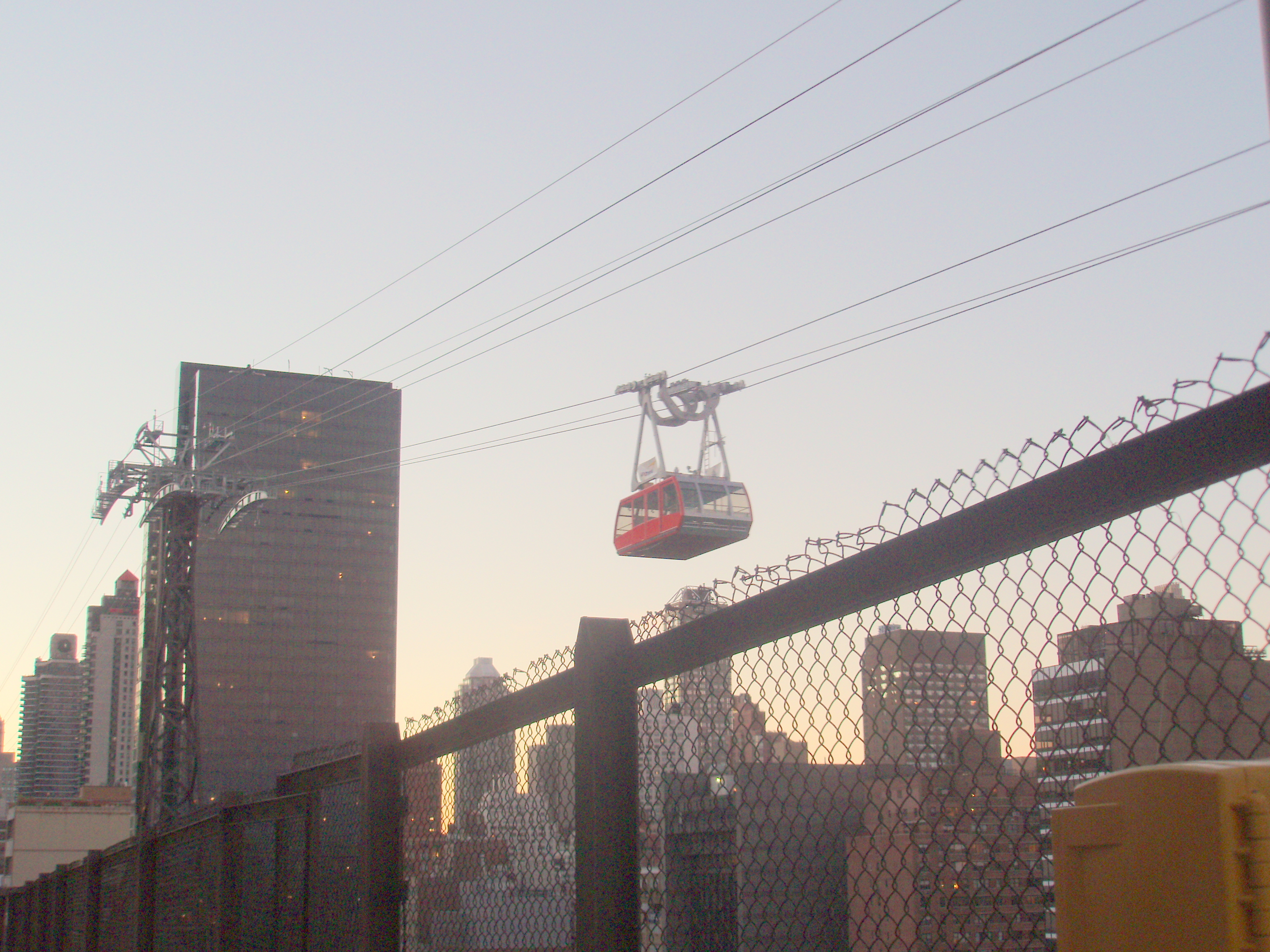
美國紐約的羅斯福島空中纜車。

往复式索道是吊具在线路上往复运行的架空索道，是最早出现的索道类型。与循环式索道不同，其钢索不是循环运转，而是在索道站间作往复运动。通常情况下，索道上只有一对吊具，其中一辆上山时另一辆下山，吊具到达索道站后再各自反方向行走。相比于循环式索道，往复式索道吊具的载客量一般较大，且爬坡能力强，抗风力也更好，因此其主要建在离地面很高、跨距特别大等特殊复杂的地形条件，但总运载能力低于循环式索道，且乘客等候时间更长。
除了少数吊厢式往复式索道外，客车式往复式索道均为双线索道（“双”指绳索类型，而非绳索数目:382），较常见的有单承载单牵引往复式索道，如嘉陵江索道；单承载双牵引往复式索道，如中天门索道；双承载单牵引往复式索道，如黄山太平索道；双承载双牵引往复式索道，如长江索道。此外，奥地利多贝玛亚推出的双环路双线往复式索道富尼佛（德語：Funifor）亦为双承载单牵引往复式索道，但其实际是由两条平行且相互独立的往复式索道组成，且其牵引索不仅通过驱动轮和迂回轮，还绕过车厢上的4个导向轮来构成回路。同双承载单牵引往复式索道一样，车厢由2个承载索支撑，在牵引索的牵引下于站间往复运行:400。

## 吊具种类
架空索道的吊具共有客车式、吊厢式、吊篮式、吊椅式四种:383。

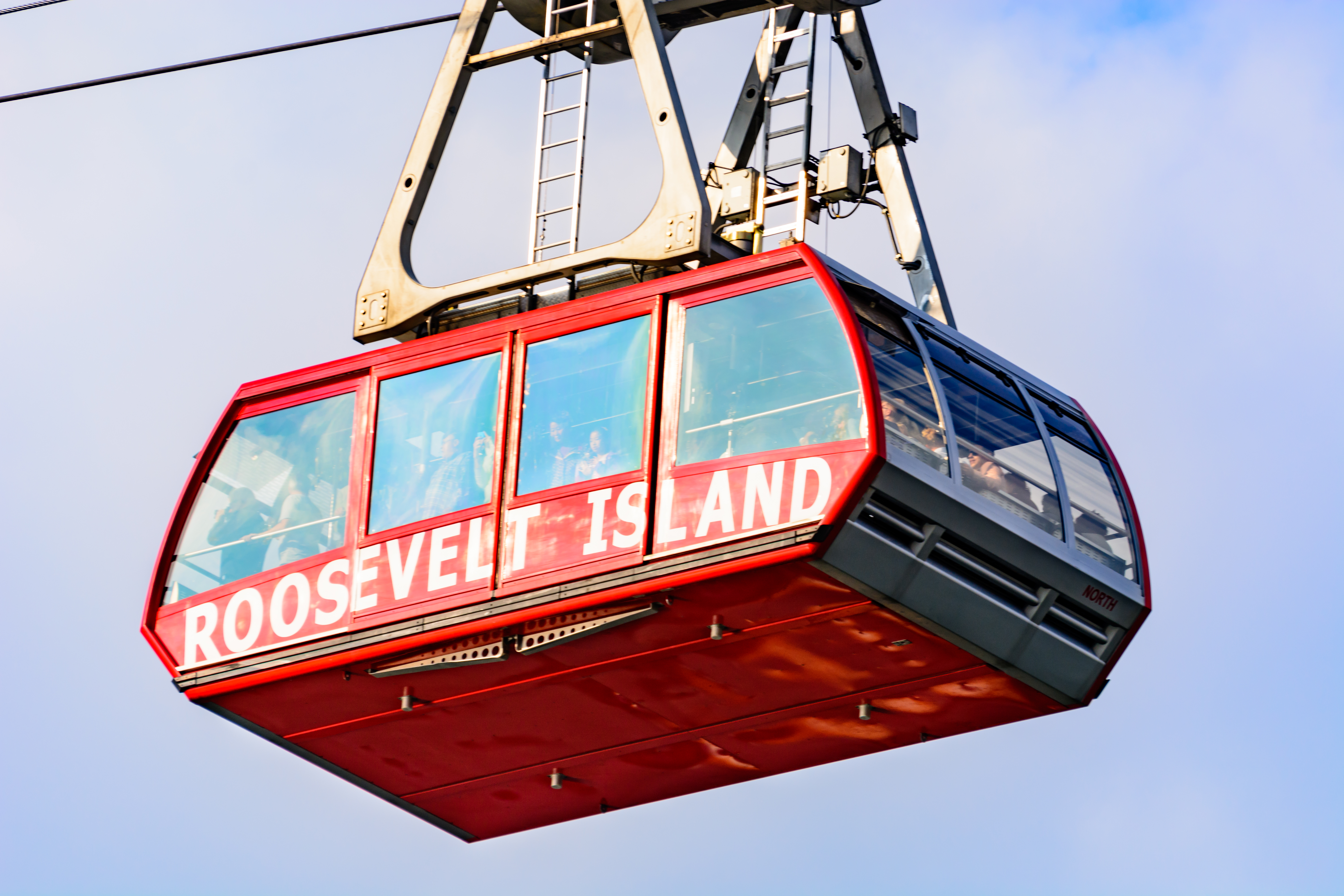
客车式
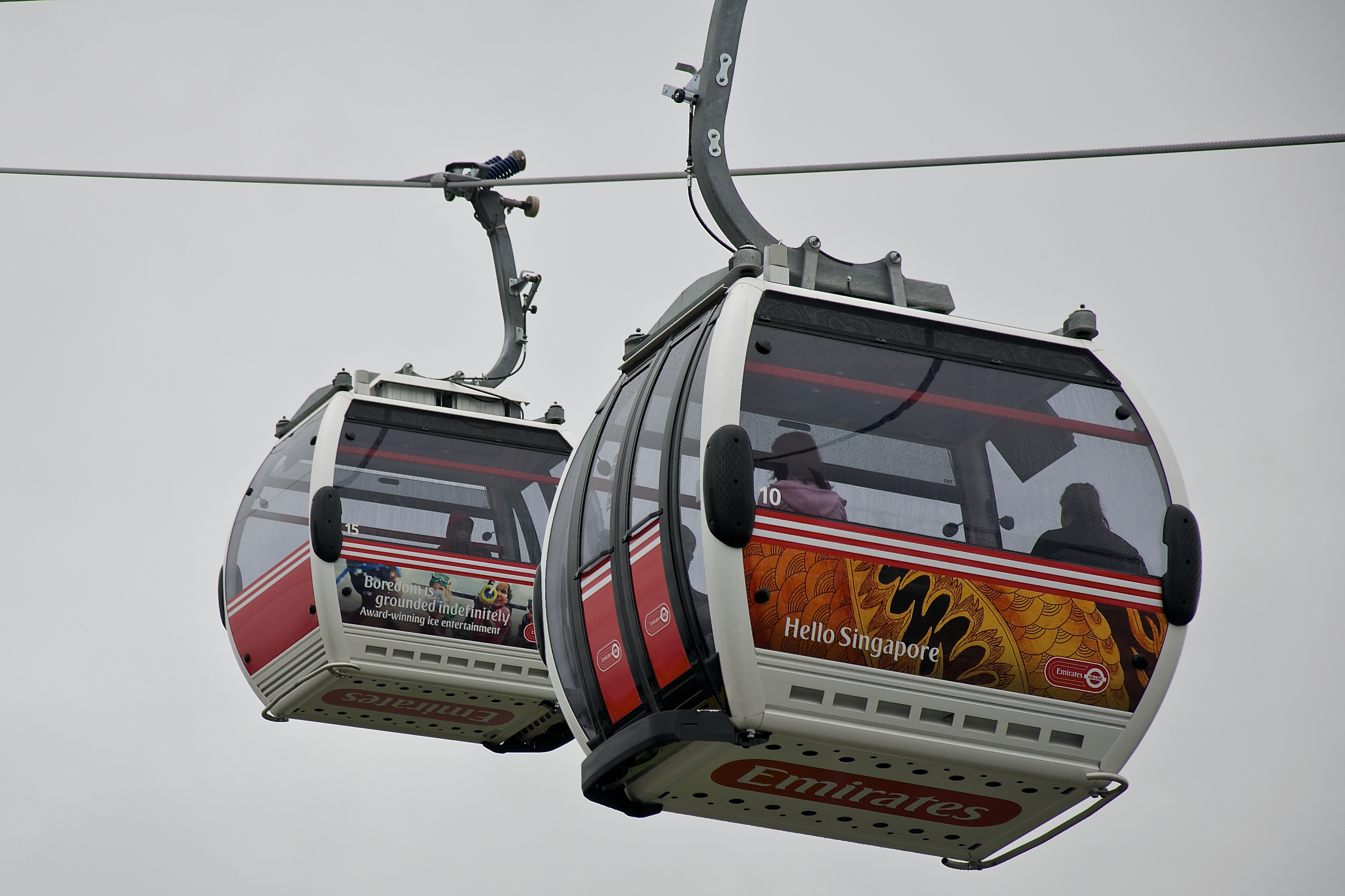
吊厢式
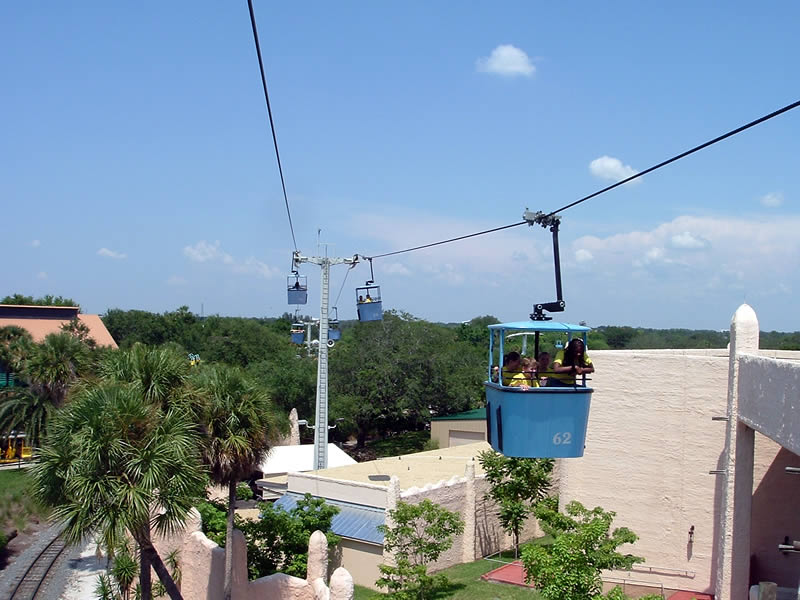
吊篮式
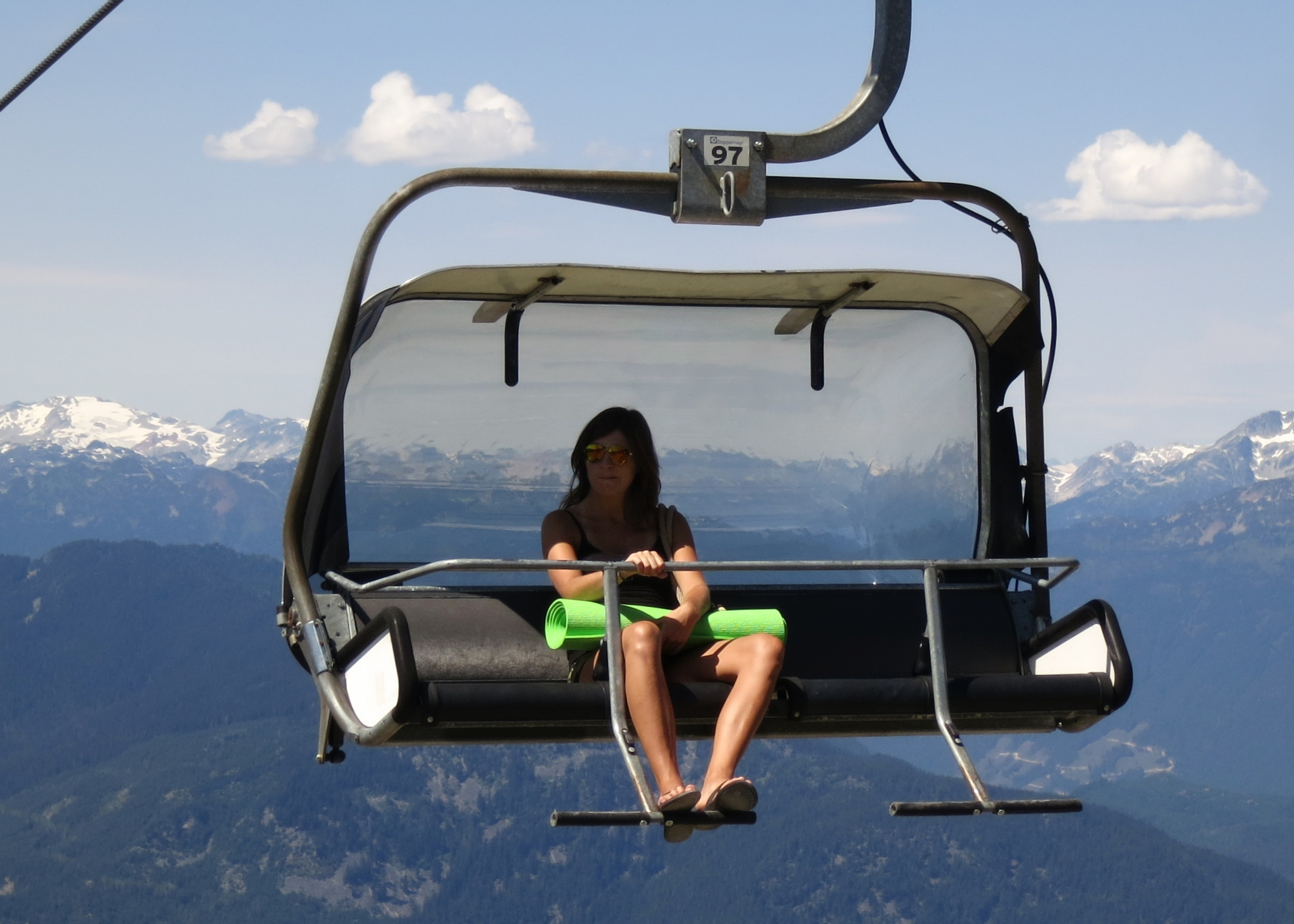
吊椅式
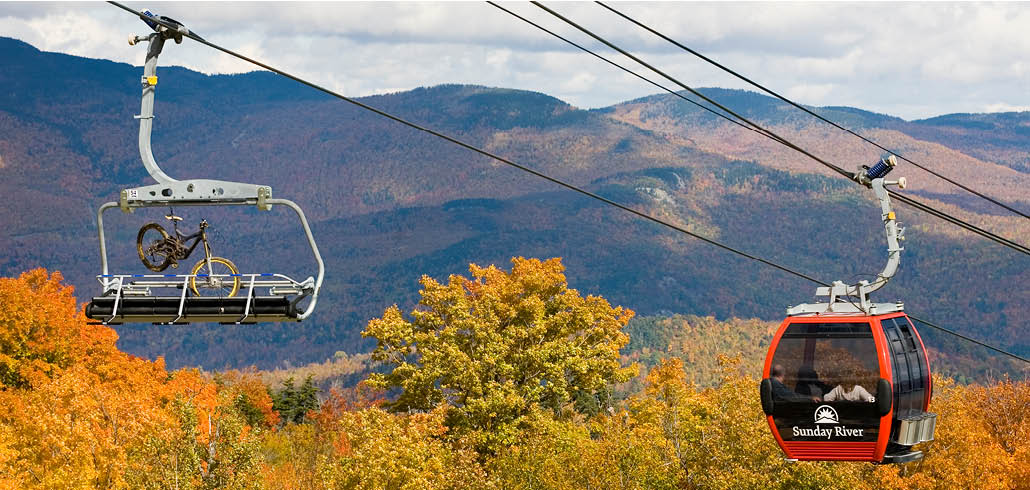
混合式

## 意外種類
- 因強風、落雷而停駛
- 索纜斷裂
- 車卡脫軌
- 支架坍塌
- 外物撞擊

## 世界各地著名索道
在此列出世界各地有一定知名度的索道系統：

### 中國大陸

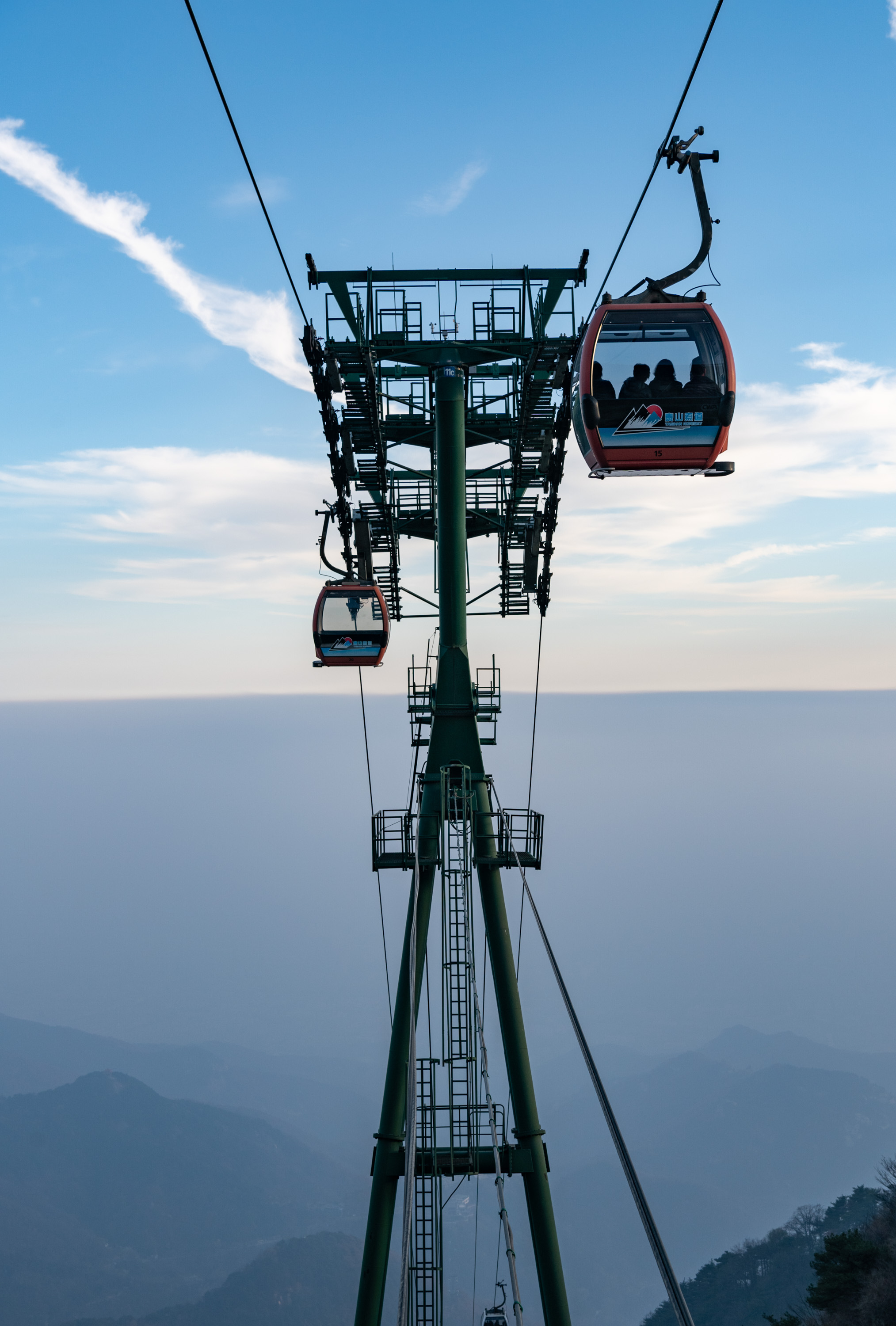
泰山中天门索道

#### 交通索道
- 重庆嘉陵江索道（国内第一条双线往复索道）
- 重庆长江索道（国内第一条双承载双牵引往复式索道）
- 黑河黑河-布拉戈维申斯克跨黑龙江索道（世界第一个国际跨境索道，建设中）

#### 旅游索道
- 广州白云山白云索道（国内第一条脱挂式抱索器客运索道）
- 北京八達嶺北線索道（国内第一条法国波马公司的索道）
- 北京慕田峪長城索道（第一条长城索道）
- 北京香山公园索道（国内第一条单线循环固定抱索器吊椅客运索道）
- 北京石龙滑雪场索道（国内第一条单线循环固定抱索器4人吊椅客运索道）
- 北京十渡南山客运索道（国内第一条国产双承载单牵引往复式索道）
- 河北石家庄鹿泉索道（国内首条带中间站的倍式往复式客运索道）
- 四川都江堰景区青城山索道（国内第一条吊篮式客运索道）
- 四川峨眉山景区金顶索道（国内当时单跨最长、海拔最高、高差最大的四线往复式索道）
- 四川达古冰川索道（世界上海拔最高的客运索道）
- 四川西岭雪山索道（国内第一条单线脉动循环固定抱索器8人吊厢索道）
- 陕西骊山索道（国内第一条脱挂索道）
- 兰州兰山索道（西北第一条国产单线循环固定抱索器双人吊椅客运索道）
- 浙江杭州北高峰索道（国内首个将驱动机设计成地下驱动的索道）
- 浙江宁波溪口景区索道（国内第一条双线编组往复式吊厢索道）
- 浙江宁波溪口千丈岩索道（第一条我国自主研发的国产高速脱挂式抱索器客运索道）
- 安徽黄山景区云谷老索道（安徽省第一条风景区客运索道）
- 安徽黄山景区太平索道（当时亚洲最长的往复式客运索道）
- 山东泰山中天门索道（国内第一条由外国引进的三线往复式客运索道）
- 山东泰山后石坞索道（国内第一条自动脱挂吊椅式客运索道）
- 山东青岛太平山索道（国内第一条自行设计的采用双支腿驱动机支架和双油缸液压张紧的索道）
- 陕西华山索道（配备国内首条救护索道）
- 湖北武当山索道（第一条建设在世界文化遗产地的国产索道）
- 湖南张家界景区天门山索道（国内最长的单线循环式脱挂客运索道）
- 江苏南京紫金山索道（国内当时最长的单线循环固定抱索器吊椅式登山索道）
- 江苏镇江焦山索道（国内第一条全数字驱动控制索道）
- 江苏常熟虞山索道（国内第一条单线循环固定抱索器双人吊厢索道）
- 辽宁大连老虎滩跨海空中索道（国内第一条单线循环固定抱索器脉动吊厢式客运索道）

### 香港

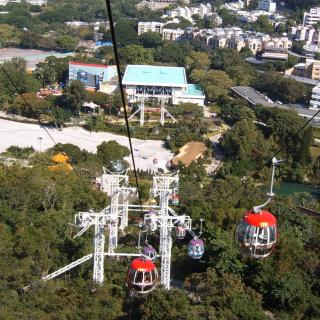
海洋公園登山纜車

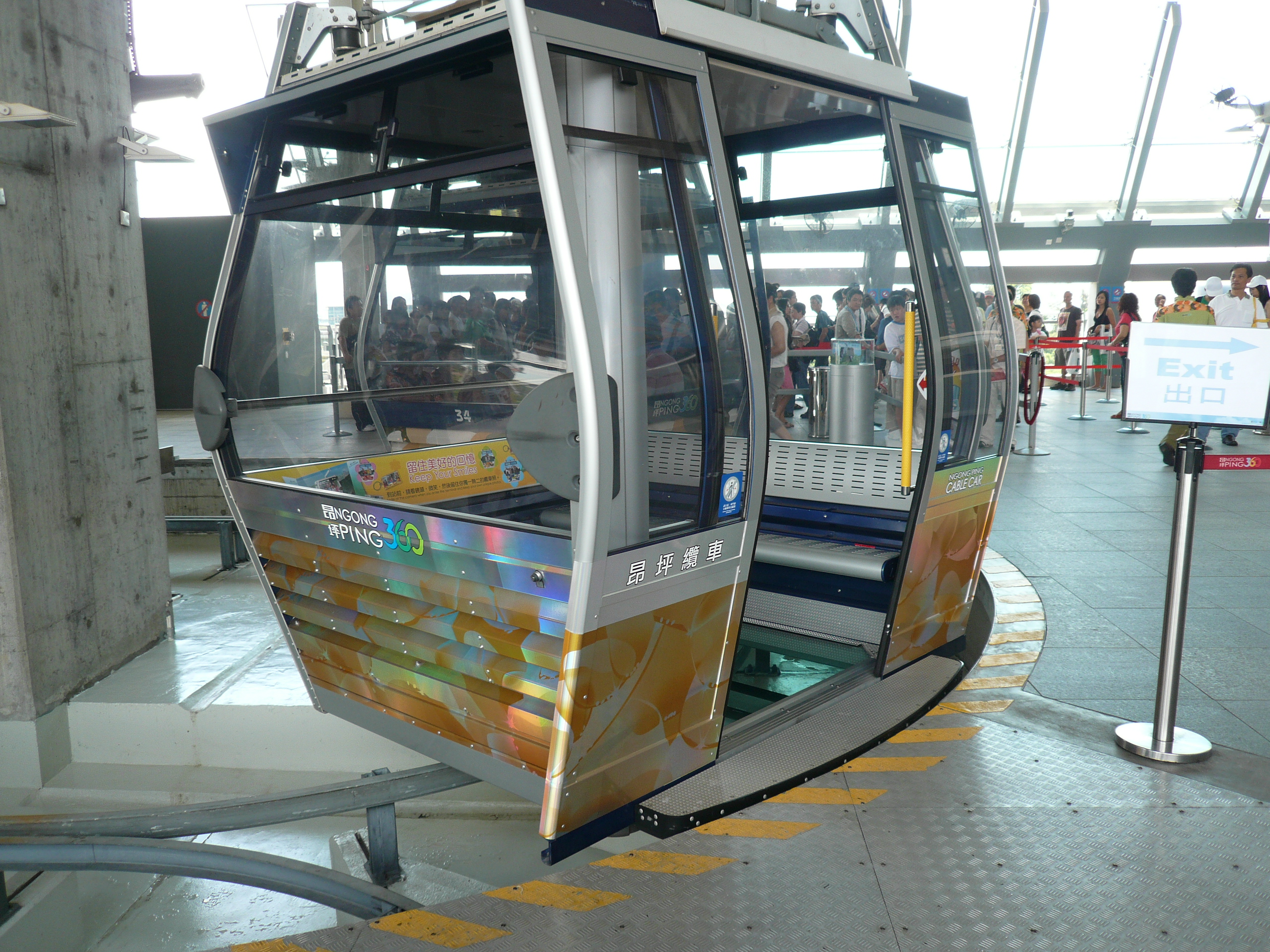
昂坪360「水晶車」外觀（銀黃色）

- 柏架山吊車（世界第一条往复式客运索道[11]，已拆除）
- 香港海洋公園纜車（香港第一条循环式索道）
- 香港昂坪360（亚洲最长的双线索道）

### 臺灣

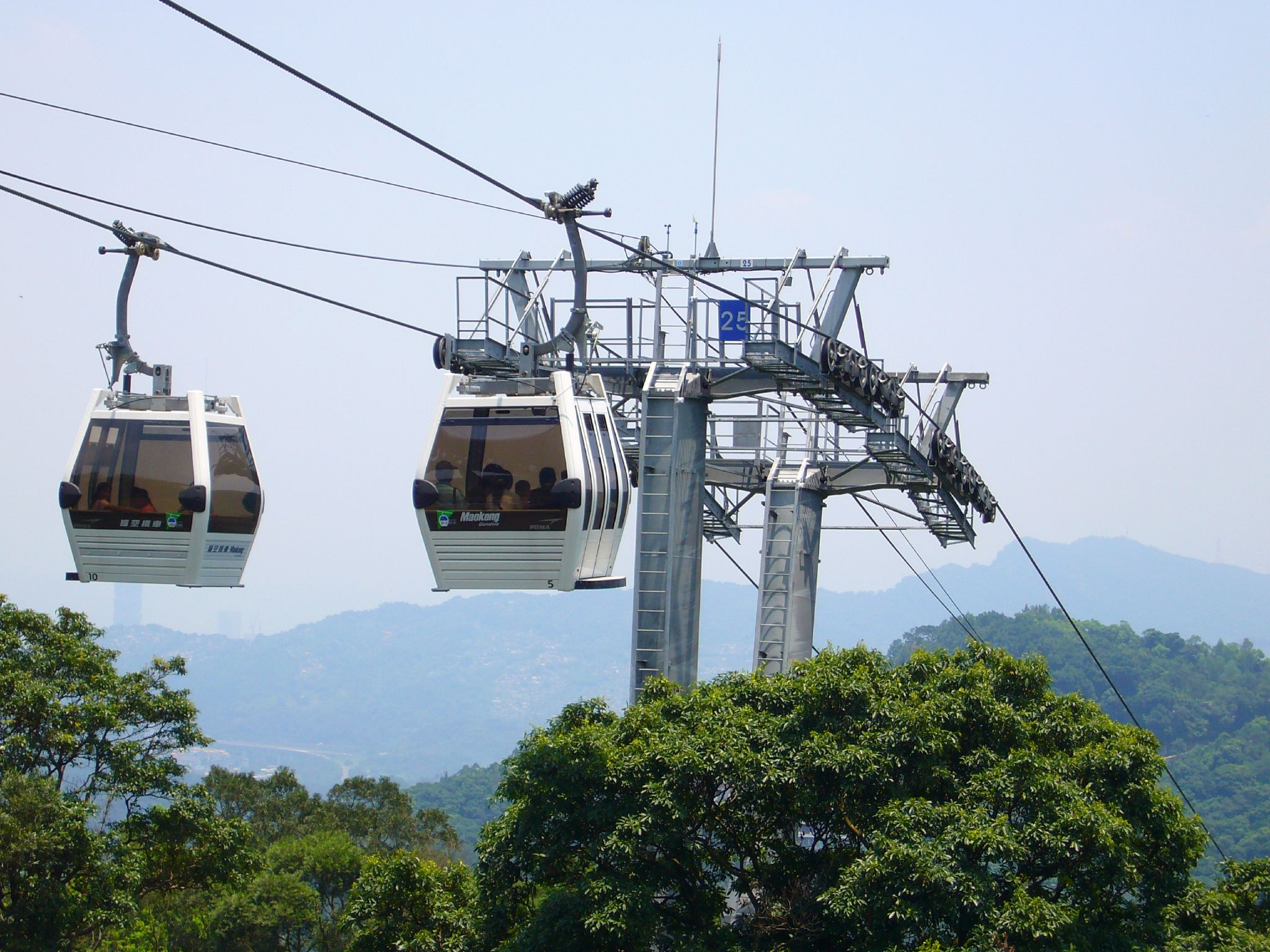
貓空纜車

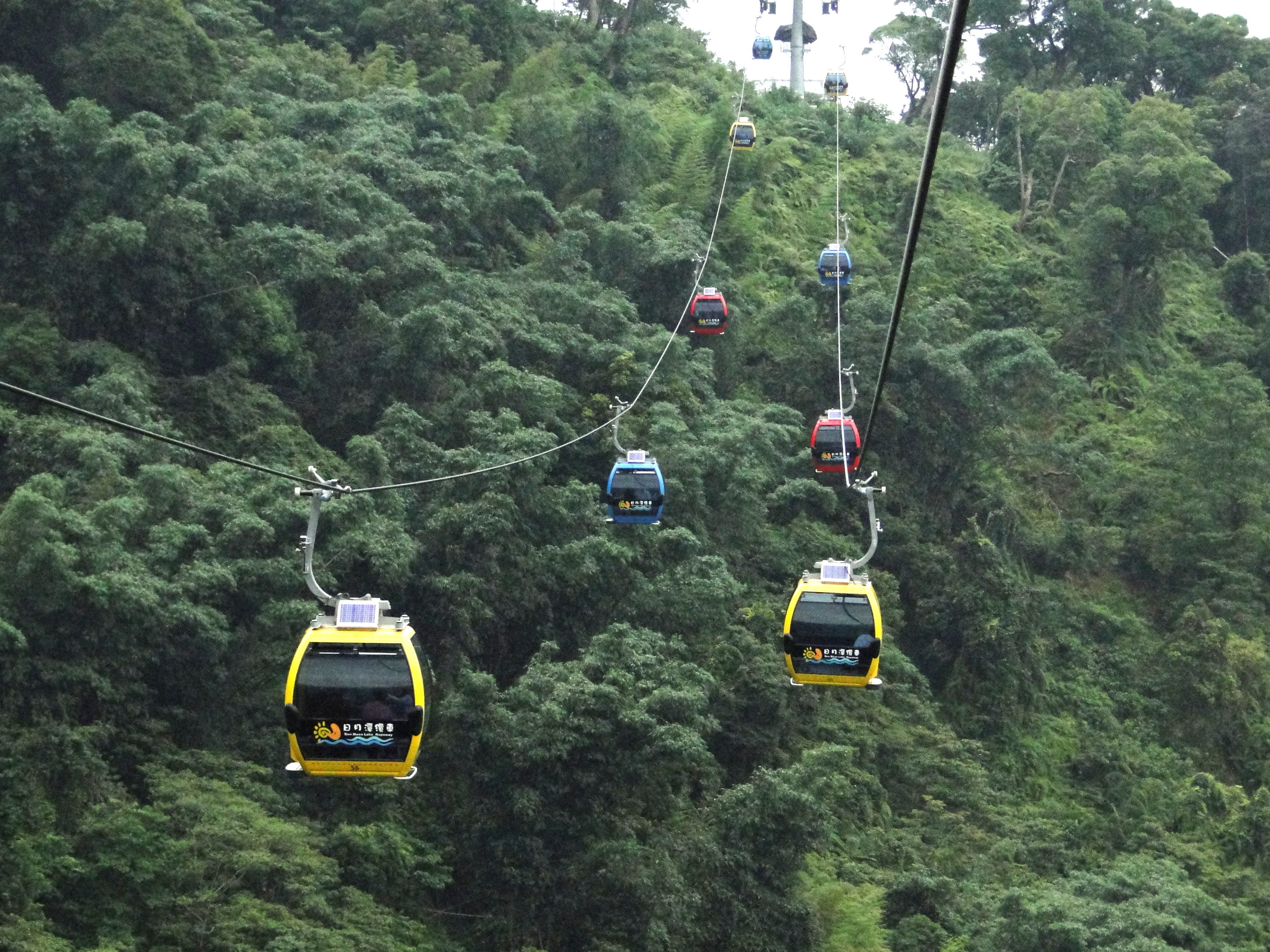
日月潭纜車

- 貓空纜車（台北市）（台湾第一条观光休憩索道）
- 九族文化村纜車（南投縣）（台湾第一座BOO模式营运的索道系统）
- 日月潭纜車（南投縣）
- 遠雄海洋公園晴空纜車（花蓮縣）

### 澳門

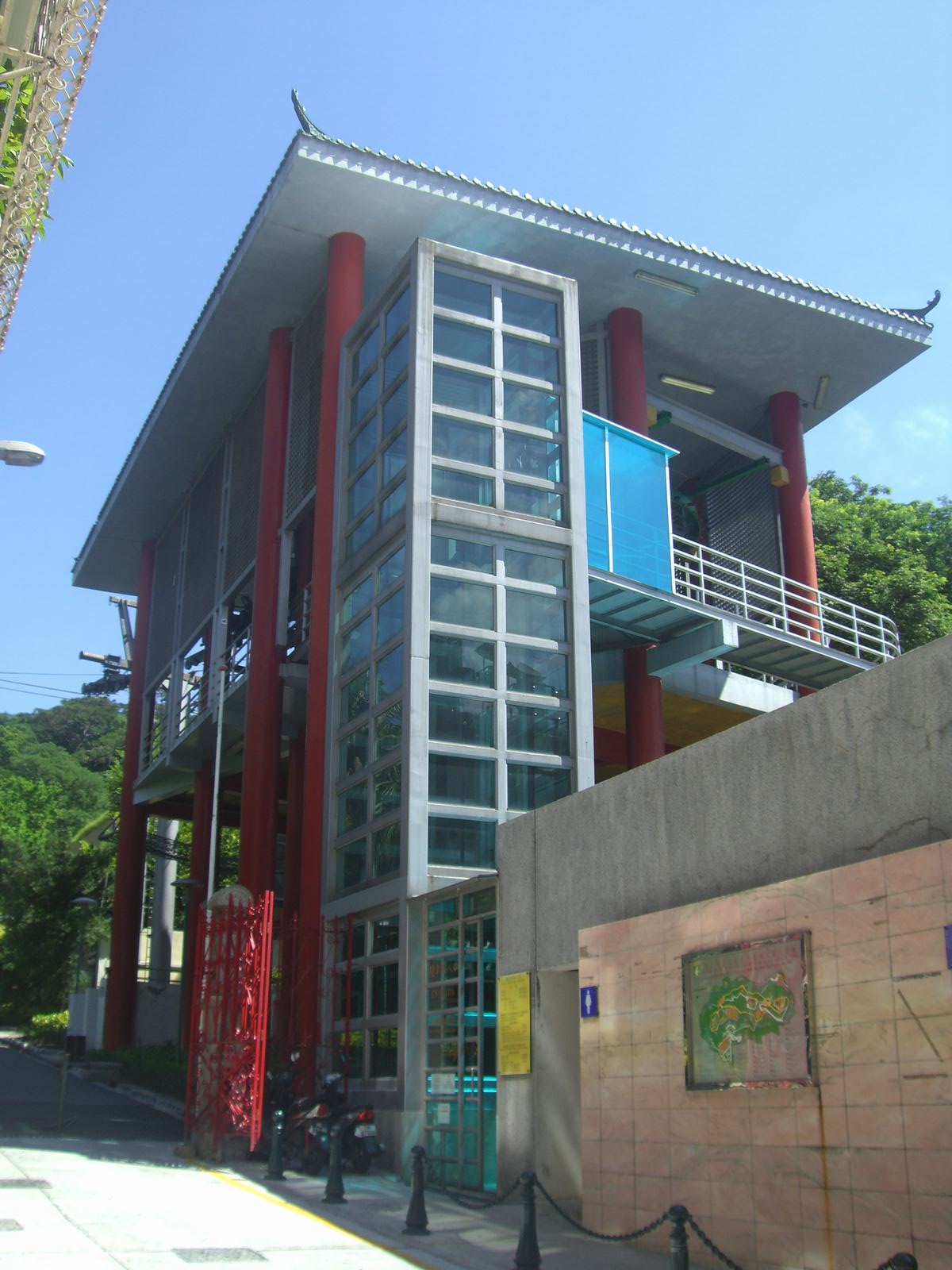
松山纜車山下纜車站

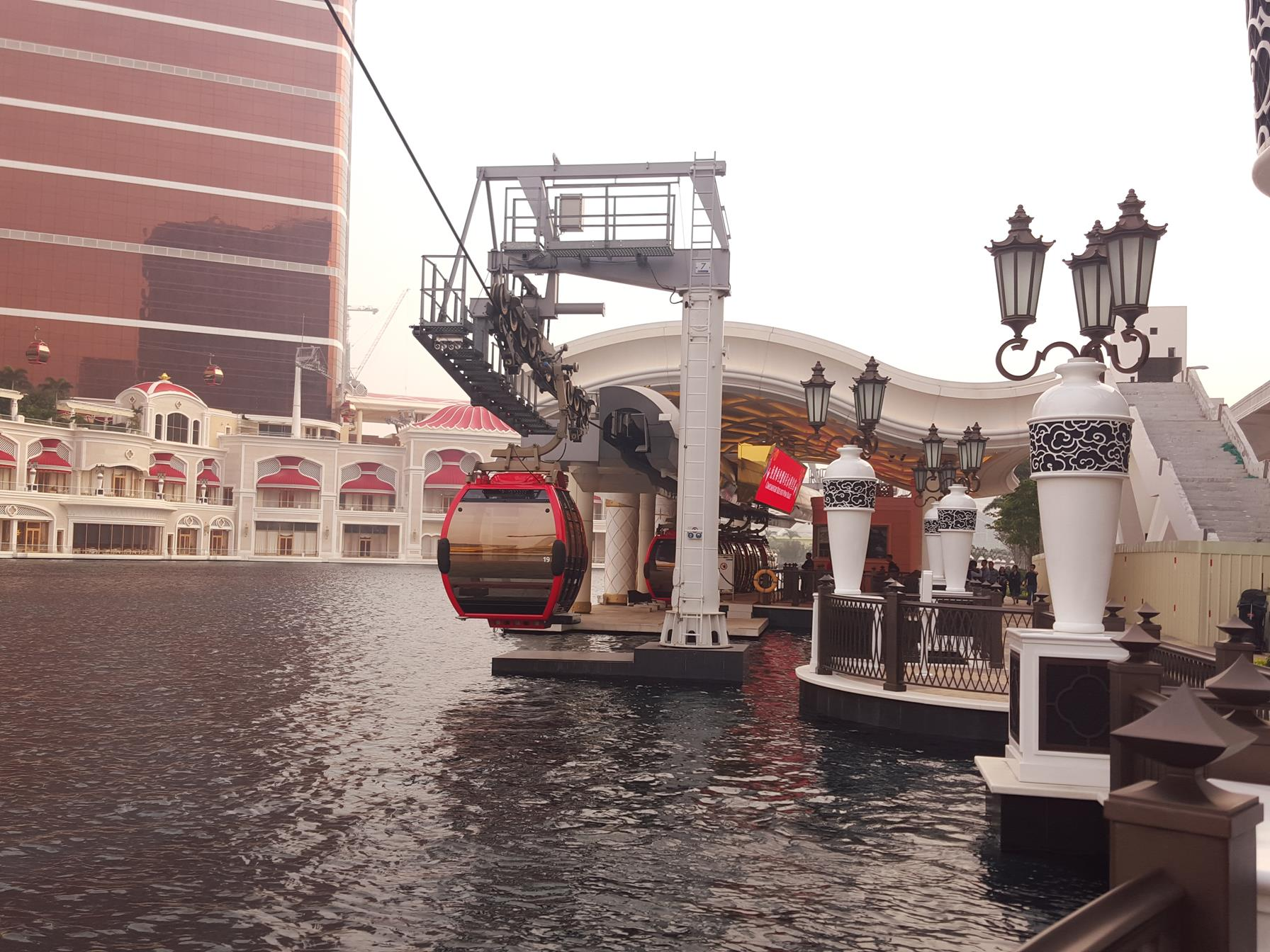
永利皇宮表演湖纜車站

- 松山纜車（世界上最短的架空索道）
- 永利皇宮纜車

### 日本

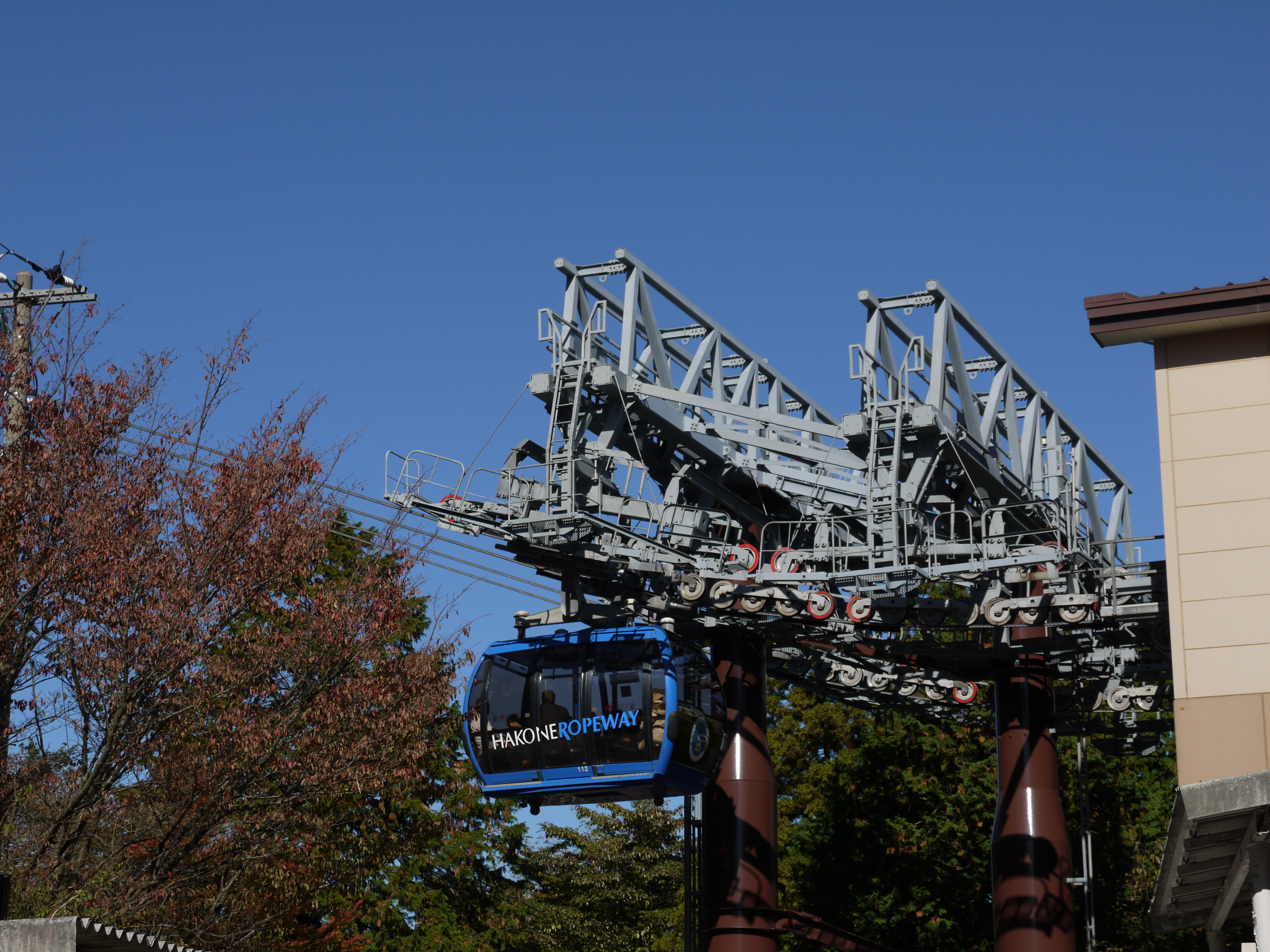
箱根登山吊車

- 箱根空中纜車（日本全年营运距离最长的索道）
- 太龍寺索道（日语：太龍寺ロープウェイ）（日本距离最长的索道）
- 吉野山旅客索道（日语：吉野ロープウェイ）（日本现存最老的索道）

### 馬來西亞
- 雲頂高原云天缆车（英语：Awana Skyway）(世界上承载力最强的索道)
- 雲頂高原雲頂纜車（世界上功率最大的索道）
- 浮羅交怡浮罗交怡空中缆车 （世界上倾角最大的索道）

### 新加坡
- 花芭山纜車（全世界第一条跨海港的索道）

### 大韓民國
- 南山纜車（韩国首个商用的索道）

截止至2016年12月，包含南山纜車等在內，大韓民國全境共有20個架空索道系統。

### 美國
- 羅斯福島空中纜車（紐約市）(北美第一条交通索道)
- 棕櫚泉索道（英语：Palm Springs Aerial Tramway）（世界最大的旋转客车式索道）
- 桑迪亚峰索道（英语：Sandia Peak Tramway）（美洲最长的往复式索道）
- 杰克逊霍尔索道（英语：Jackson Hole Aerial Tram）（北美洲最长的滑雪索道）

### 英国
- 伦敦阿聯酋航空空中纜車（伦敦第一条城市索道）

### 俄罗斯
- 下诺夫哥罗德索道（欧洲最长的索道）

### 越南
- 珍珠島纜車（芽莊）
- 巴拿山纜車（峴港）
- 富國島纜車（富國島）

## 生產商
- 法國 波马集团（英语：Poma）
- 奧地利 多贝玛亚/格拉文达集团（英语：Doppelmayr Garaventa Group）
- 瑞士 格拉文达（已與多贝玛亚合併）
- 意大利 萊特納集團
- 日本 日本索道公司（日语：日本ケーブル）
- 日本 儷山林
- 日本 慶富集團
- 中國 贵州云马飞机制造厂索道缆车公司
- 中國 北京起重运输机械设计研究院有限公司

## 事故
- 莫塔罗纳山索道坠落事故
- 卡瓦莱斯索道事故
- 马岭河索道坠毁特大事故
- 香港昂坪360纜車墮下事故

## 外部連結
- 国际缆车纵览